# Manjar blanco

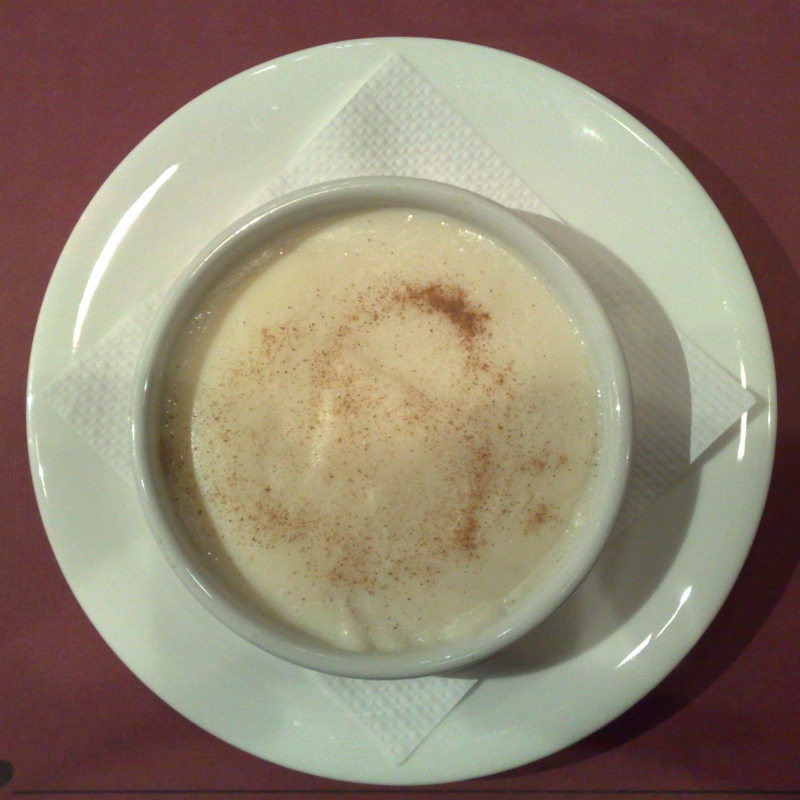
Un plato de manjar blanco espolvoreado, como es típico, con canela.

El manjar blanco es una crema dulce a base de leche y almidón aromatizada con canela y piel de limón que se toma como postre. Su preparación se realiza comúnmente a partir de leche o crema y azúcar la cual es espesada con harina de arroz o almidón de maíz (o gelatina o carragenina en versiones similares de otros países); y a menudo aromatizado con almendras.
El almidón de arroz usado como espesante llegó a Europa a través de la cultura árabe. Actualmente los ingredientes principales son comúnmente leche o almendras, maicena u otro almidón, canela en rama y en polvo, piel de limón y azúcar. Es muy tradicional en Reus (Tarragona), donde se hace con almendra, almidón, azúcar, una piel de limón y canela. También en las islas Baleares, donde suele hacerse con leche de vaca en vez de leche de almendras. En las Tierras del Ebro se hace tradicionalmente con sémola de arroz y leche de vaca o bebida almendras infusionadas con canela y limón.
Seguramente la expresión menjar blanc procede del nombre árabe ispidba o bien del arabopersa sepidba. Este dulce se consume en gran parte del mundo, con diferentes variaciones, y se conoce como menjar blanc en catalán (literalmente, ‘comida blanca’; del catalán viene la traducción al castellano), blanc-manger en francés, biancomangiare en italiano, blancmange en inglés, y Flammeri en alemán. En Filipinas se conoce como maja blanca.

## Origen
El consumo de "manjar" blanco data de muy antiguo. Recetas similares a las de Cataluña y las islas Baleares ya se encuentran, aunque con otros nombres, en De agricultura (siglo II a. C.) de Catón el Viejo y en el Cibarium album (siglo I d. C.) de Marcus Gavius Apicius. En los recetarios árabes antiguos se pueden hallar recetas de cremas de arroz, pero todavía no de manjar blanco. Sí son de origen árabe dos ingredientes esenciales de la receta, el arroz y el azúcar, y además la almendra es muy abundante en Cataluña, lo que hace pensar a Rudolf Grewe en un origen peninsular del plato.
Existe documentación escrita explícita, con el nombre de manjar blanco, de versiones dulces de este plato, más similares a las más actuales (aunque aún se hacen con caldo de pollo y otros ingredientes, como plato, en restaurantes gastronómicos catalanes) y también una amplia documentación de versiones saladas, como plato, elaboradas con gallina, langosta, calabaza, pescado, etcétera. En la cocina medieval la separación de salado y dulce en platos y postres respectivamente no se hacía de la misma manera, tan radical, como en la actualidad. El concepto de manjar blanco, por entonces, también era más amplio que el actual. Se trataba de una especie de sopa, a veces salsa, que contenía azúcar y también al menos alguno de los ingredientes salados mencionados anteriormente. De hecho, en Ibiza aún se hace la salsa de Navidad (salsa de Nadal), que es un manjar blanco con caldo de ave. El médico del rey de la Corona de Aragón, Arnau de Vilanova, recomendaba en un texto de 1310 el manjar blanco con capón o pechuga de pollo para convalecentes y personas delicadas, mientras que también constan versiones de recetas en catalán expresamente «para enfermo» de manjar blanco de la época, que no contenían carne ni pescado. De hecho, el manjar blanco aparece citado en textos literarios medievales catalanes así como en recetarios, como por ejemplo el Llibre de Sent Soví del año 1324. En todas estas recetas resultan como ingredientes fijos la leche de almendras y algún espesante, como el almidón o la harina de arroz. La harina de arroz no se utilizaba en las posteriores recetas de otros países, ya que este no estaba todavía presente en sus cocinas. Por otra parte, hay un manual de dietética iraní, escrito en árabe, del siglo XI, el Al taqwin al silha, que se tradujo al catalán en la época medieval, que describe una especie de manjar blanco hecho con harina de arroz, azúcar y leche, pero sin almendra.
El manjar blanco apareció en la cocina medieval catalana como un postre adaptado a la Cuaresma, sería una crema catalana a la cual se quitan los huevos y se sustituye la leche (de vaca) por la leche de almendra. Concretamente, parece que el manjar blanco como postre cuaresmal se creó en Scala Dei (un monasterio a los pies de la sierra de Montsant), una vez que los monjes se vieron obligados a servir un gran ágape durante la Cuaresma, en el cual se debían servir postres que cumplieran con la vigilia. No sólo se comía en esta época, las clases altas lo disfrutaban en banquetes durante todo el año, y también se consideraba un remedio para enfermos pudientes.

## Evolución
El manjar blanco fue muy popular en Europa durante la Edad Media y el Renacimiento. 
En los libros de cocina medievales, como por ejemplo en el Llibre de Sent Soví, aparecen dos versiones de manjar blanco con pollo. En una versión se propone cortar el pollo en trocitos pequeños a cuchillo, de manera más o menos perpendicular a las fibras, mientras que en la otra versión la diferencia es que se separan las fibras a la manera del bacalao esqueixat. Arnau de Vilanova, médico del rey de Aragón, recomendaba al cocinero real la versión cortada frente a la desmigada, aunque no se sabe por qué.
Cervantes, a su paso por Barcelona, hace comer manjar blanco a don Quijote y a Sancho Panza, con su anfitrión Antonio Moreno y unos amigos de este, que «honraron a don Quijote como a un caballero andante». También aparece en entremeses y otras obras del mismo autor, como por ejemplo en el entremés de La cueva de Salamanca.
En los siglos XVII y XVIII todavía se consumía abundantemente en Cataluña, donde los agridulces eran característicos de la cocina de la época y el postre era tradicional del día de San José (19 de marzo) y de Carnaval. De esta época hay numerosas citas literarias y en recetarios catalanes.
En el siglo XIX la versión dulce, aromatizada con limón y canela, era muy popular en toda Cataluña, como siguió siéndolo a principios del siglo XX. También era muy popular en Baleares, donde acaba siendo más frecuente sustituir la leche de almendras, no tan fácil de encontrar en los comercios del momento y más entretenida de hacer con los medios disponibles, por leche de vaca. Entrado el siglo XX el ámbito donde el postre, ya fijado como una crema dulce de leche de almendras y aromatizada con canela y limón, se fue restringiendo a las tierras de Tarragona, donde la almendra es más abundante y resultaba menos cara. En este territorio aparece en 1917 un elaborado industrial hecho con polvos para facilitar su elaboración, parecido a los que existen en otros lugares para la preparación de cuajada o de natillas, por ejemplo. Por otra parte, la elaboración casera del postre, con receta bastante fija, se facilita, ya que es fácil encontrar leche de almendras, almendras picadas o picarlas rápidamente con ayuda de robots, lo que, junto a la difusión de la receta por diferentes medios masivos, contribuye a hacerlo revivir y redifundirlo. Para Josep Lladonosa i Giró se trata de «un ejemplo de supervivencia y adaptación de la cocina antigua a los nuevos gustos».
Hasta el siglo XX se elaboraba en Valencia, y en la actualidad se puede encontrar en Reus (Tarragona), la Franja de Aragón, territorio de la comunidad aragonesa donde se habla catalán, y también se comercializa como blancmange en Gran Bretaña, y blanc-manger en Francia y Canadá. En Turquía todavía lo preparan (mullahebi). En algunos países del sur del arco Mediterráneo y próximos en la ruta de la seda, el postre se sigue tomando también.
En el siglo XXI el postre se mantiene muy vivo en la provincia de Tarragona, y en las Baleares, y se consume más moderadamente en el resto de Cataluña (española y francesa), así como en la franja de Aragón y Alguer (Alghero, Sassari, Cerdeña). La versión salada del plato sufre en Cataluña un renacimiento en versiones más o menos parecidas a las medievales, adaptadas a las cantidades y gustos actuales, y se sirven sobre todo en restaurantes gastronómicos.

## Difusión
El manjar blanco de origen español hecho con leche de almendras, sea en su versión dulce o salada, se difundió durante los siglos XIV y XV por algunos países de Europa, (Francia, Inglaterra e Italia), según algunos autores, o por «todo el continente», según otros. En esta época aparece en recetarios italianos, franceses, británicos, y portugueses; y se sabe que se consideraba «una panacea universal en todas las cortes de Europa». En Inglaterra todavía se consume, recibe el nombre de blancmange y a veces se envasa en terrinas, aunque es mucho más popular una versión con chocolate conocida como chocolate pudding. Más tarde, con el contacto con América, los españoles lo llevarían a Cuba, Perú y otros países del continente.

## Manjar blanco en América
El manjar blanco es un término que se usa en Bolivia, Colombia, Ecuador, Panamá y Perú para referirse a platos similares tradicionalmente hechos a cocción lenta de la leche pura, azúcar y con frecuencia cáscara de limón, vainilla o canela, y a veces almidón, aunque en Bolivia se añade arroz. Usualmente se hace al baño María para evitar que se dore la mezcla, lo cual cambia el sabor.
El resultado es una crema espesa blanca o levemente marrón, similar a la leche condensada o la natilla. Aunque el manjar blanco puede comerse con pan, también se usa como relleno para otros dulces (por ejemplo galletas como alfajores) y tortas. En Colombia el manjar blanco se come en Navidad con buñuelos. No se debe confundir esta preparación con el manjar propiamente, más conocido como dulce de leche (arequipe o cajeta en países como Colombia o México). Esta preparación es prácticamente igual, pero se carameliza la leche.

### Colombia
El manjar blanco es un postre típico de los departamentos del Valle del Cauca y el Cauca. Se consume acompañado, en algunas ocasiones, con breva cocida y/o queso cuajada. El manjar blanco es un dulce que se elabora a partir de la leche y se le adicionan otros ingredientes como azúcar en almíbar, arroz remojado y una pizca de sal.

### Guatemala
Es un postre muy utilizado desde la época de la colonia en la repostería, y panadería. Se consume en toda el área central donde se vende en vasos pequeños adornados con canela en polvo, pero mayormente como relleno de empanadas dulces de harina "salpor" (masa amarilla y quebradiza, espolvoreada con harina) propios de la época cuaresmal y Semana Santa.
Preparado a base de leche, maizena, agua, vainilla, y canela y pasas (uva deshidratada) al momento de consumirlo, este tiene un color entre amarillo claro o beige por los elementos en su preparación. Posiblemente la receta ha pasado al sur de México.

### México
El manjar blanco es conocido en el sur de México, específicamente en Tapachula, Chiapas. Es un postre preparado a base de leche, huevo, maizena, agua, vainilla, y canela y adicionalmente pasitas (uva deshidratada) al momento de consumirlo, este tiene un color entre amarillo claro o beige por los elementos en su preparación. Tradicionalmente se vende en el centro de la ciudad y en los Mercados locales, en vasos de aproximadamente 333 ml, así mismo, se puede conseguir con los diversos vendedores ambulantes de la ciudad. Las familias tradicionales de esa zona, también optan por realizarlo y es un postre que se disfruta generalmente caliente o tibio, pero también a veces frío después de una comida. No se tiene conocimiento de cuando este postre se introdujo en la historia culinaria de esta ciudad.

### Paraguay
El manjar blanco, muy consumido en este país, tiene una denominación diferente, es conocido simplemente como "crema", los ingredientes básicos, son los mismos, leche, azúcar, y como agente gelificador, harina o preferentemente almidón de maíz (maizena), como aromatizantes se utilizan juntas o separadas anís, canela, y/o caramelo, es muy consumido en el periodo invernal tanto en su capital como en el resto del país.

### Perú

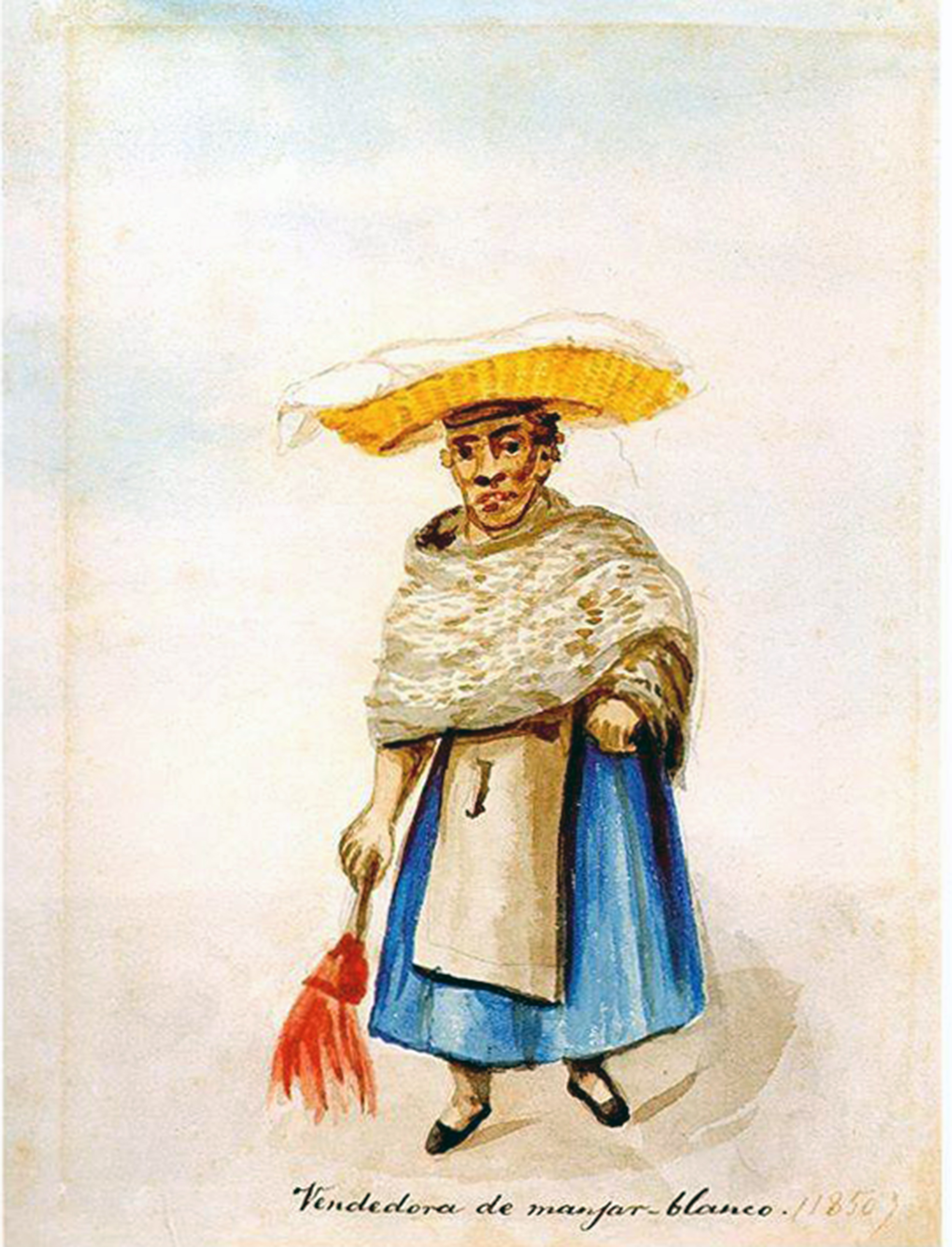
Vendedora de manjar-blanco (Acuarela de Pancho Fierro, 1850)

Es un dulce tradicional difundido durante el Virreinato del Perú a otras partes de Hispanoamérica con diferentes nombres y variantes de preparación como "arequipe", "dulce de leche", "manjar", "manjar de leche", etc. Tiene su origen en el manjar blanco español medieval de época de Cuaresma y que, a propuesta de Francisco Martínez Montiño, podía ser también usado para rellenar bollos, bizcochos, tortas, otros pasteles y pastas, tal como receta en su libro El Arte de Cozina, Pastelería, Vizcoheria y Conserveria (1611). 
En Perú se conocieron las dos versiones del manjar blanco europeo medieval: la del manjar blanco a base de pechuga de gallina desmenuzada, leche, azúcar y espesado con harina de arroz molido -del cual, sostiene la socióloga e investigadora peruana Isabel Álvarez Novoa, deriva el famoso plato de la gastronomía peruana conocido como "ají de gallina"- y la del manjar blanco sin pechuga de gallina, con solo leche, azúcar y harina de arroz que serviría para preparar diversos potajes en la repostería peruana como el tradicional suspiro de limeña, el frejol colado o las tejas de Ica. Existe otra variante a base solo de leche (fresca, evaporada o condensada), azúcar y vainilla, de la cual se deriva otra variedad preparada con pallares, tradicional en Ica. Además, se hacen diversos tipos de manjar de blanco a base de legumbres que puede variar por regiones, y también de diversas frutas, como mango, también receta iqueña, y chirimoya. De la región de Ica también son las tejas, frutas o frutos secos bañados en dulce de leche y envueltos en azúcar.

### Venezuela
El manjar blanco es mayormente consumido en el estado Zulia. Su preparación se suele corresponder con los ingredientes tradicionales de leche, maicena y azúcar. Se le considera un postre neutro, destinado al acompañamiento de otros postres tales como el dulce de lechosa, dulce de icacos o cabello de ángel. Una variedad es el manjar blanco "mosquiao", en el cual se agregan pasas al finalizar su preparación.